# Kurganyinszki járás

A Kurganyinszki járás a Krasznodari határterületen

A Kurganyinszki járás (oroszul Курганинский муниципальный район) Oroszország egyik járása a Krasznodari határterületen. Székhelye Kurganyinszk.

## Népesség
- 1989-ben 93 811 lakosa volt.
- 2002-ben 103 999 lakosa volt, melyből 89 953 orosz (86,5%), 7 479 örmény (7,2%), 2 157 ukrán, 635 cigány, 467 fehérorosz, 467 német, 307 tatár, 261 azeri, 257 grúz, 112 görög, 85 adige, 6 török.
- 2010-ben 103 036 lakosa volt.

Az örmények százalékos aránya Kurganyinszk városában 9,4%, míg Novoalekszejevszkaja településen a 26,7%-ot is eléri.